# 索洛韋茨基修道院起義

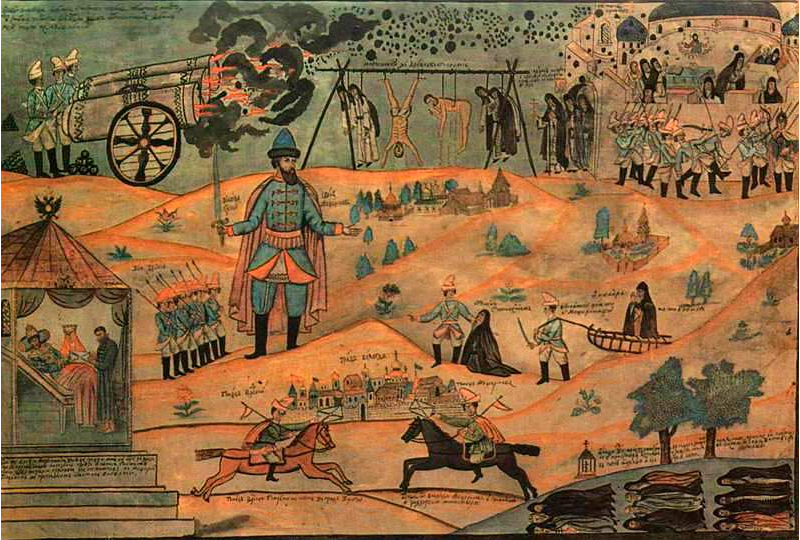
19世紀早期米哈伊爾·格里戈里耶夫（Mikhail Grigoriev）繪製的民間漫畫《莫斯科大公的司令官平定索洛韋茨基修道院起義》。

索洛韋茨基修道院起義（俄语：Соловецкое восстание）是1668年至1676年俄罗斯俄罗斯正教会的教派分裂时旧礼仪派在索罗维斯基修道院发动的反抗沙皇阿列克谢一世政策的起义。